# Symphyopappus
Symphyopappus, rod glavočika iz podtribusa Disynaphiinae, dio tribusa Eupatorieae.

## Opis
Rod Symphyopappus je južnoamerički rod od 11 vrsta (danas 13) koji je ograničen na Brazil. Morfološki se razlikuje po papusu koji je pri dnu srastao i pada kao jedna cjelina te glavicama s 5 cvjetova.

## Vrste
1. Symphyopappus angustifolius Cabrera
2. Symphyopappus brasiliensis (Gardner) R.M.King & H.Rob.
3. Symphyopappus casarettoi B.L.Rob.
4. Symphyopappus compressus B.L.Rob.
5. Symphyopappus cuneatus (DC.) Sch.Bip. ex Baker
6. Symphyopappus decemflorus H.Rob.
7. Symphyopappus decussatus Turcz.
8. Symphyopappus itatiayensis (Hieron.) R.M.King & H.Rob.
9. Symphyopappus lymansmithii B.L.Rob.
10. Symphyopappus myricifolius B.L.Rob.
11. Symphyopappus reitzii (Cabrera) R.M.King & H.Rob.
12. Symphyopappus reticulatus Baker
13. Symphyopappus uncinatus H.Rob.

## Sinonimi
- Kallophyllon Pohl ex Baker in C.Mart.; Fl. Bras. 6(2): 65 (1876) nom. nud.